# Rincón del Bonete
Pour les articles homonymes, voir  Rincón  et Rincón del Bonete (ville).
Le barrage de Rincón del Bonete est une centrale hydroélectrique uruguayenne inaugurée le 21 décembre 1945.